# FC Elva
FC Elva ist ein estnischer Fußballverein aus Elva, der 2000 gegründet wurde. Zurzeit spielt der FC Elva in der Esiliiga, der zweiten estnischen Fußballliga. Ihr Stadion nennt sich Elva linnastaadion und hat 200 Plätze.
Der Klub spielte 2001 und 2002 und zwischen 2005 und 2007 in der Esiliiga, der zweithöchsten Spielklasse des Landes. Im Jahr 2006 stand man bereits abgeschlagen am Tabellenende, blieb aber wegen mehrerer Lizenzentzüge dennoch in der Spielklasse. 2007 stand man erneut am Tabellenende und stieg in die dritte Spielklasse ab. Seit 2017 spielt das Team wieder in der Esiliiga.

## Spieler
- Ragnar Klavan (2000) Jugend, (2001) Spieler,
- Rain Vessenberg (2001)
- Urmas Kirs (2001, 2002)
- Sander Post (2001–2002)